# 夢幻戦士ヴァリス
『夢幻戦士ヴァリス』（むげんせんしヴァリス、英題：The Fantasm Soldier Valis）は、ウルフ・チームが開発し1986年に日本テレネットから発売されたPC-8801mkIISR以降およびX1、MSX用横スクロールアクションゲーム。

## 概要
パソコン雑誌『LOGiN』が主催した、各ゲームメーカーが製品以外のゲームソフトを作成して技術力とアイデアを競う企画「ゲームオリンピック」に参加するため、日本テレネット社内で秋篠雅弘ら有志により極秘に開発されていた『スケ番不良伝説』が元になっている。スクロール描画速度を確保するために、RGB3プレーンのうち2枚だけを使用する4色カラーのゲームだった。これが、社の幹部の知るところとなり、正規の製品として昇格して新たに開発を続けることになった。
こうしてできた作品が第1作の『夢幻戦士ヴァリス』である。8色フルカラーグラフィックによるスクロールを滑らかに実行するために、動作するのはハードウェアグラフィック処理が搭載されているPC-8801mkIISR以降用（以下PC-88版）に限定されていた。
ゲームの主人公である麻生優子のファンクラブが結成されるほど人気を集めたためシリーズ化され、多くの機種に移植された。デザイン画が事故によって失われたため、1作ごとにキャラクターデザインが異なっている。
1989年には優子のイメージガール「ミス優子」コンテストが開かれ、現在は女優として活動中の宮本裕子がグランプリとなり、杉山容子（現 杉咲佳穂）が準グランプリを受賞。その他、のちに東京パフォーマンスドールのメンバーとなる穴井夕子（審査員特別賞受賞）、声優となる大野まりな（当時乙女塾・松元裕美名義）がエントリーしていた。

## ゲーム内容
8方向スクロールによるアクションゲーム。プレイヤーはセーラー服に身を包んだ主人公「優子」を操作して、敵を倒していく。ゲーム進行上、優子は女戦士「ヴァリス」に変身する力を得る。敵を倒すと、ときどきパワーストーンが出現し、これを取得することで優子のパワーは回復する。また、ステージ内の様々な場所に落ちているパネルを拾うと、剣のパワーや防御力がアップする。画面右下に表示される矢印の方向にステージ内を進んでいくと、ステージごとに異なるボスキャラクターが待ち構えており、これを倒せばステージクリアとなる。全10ステージあり、ステージクリアごとにデータをセーブできる（PC-88版）。
各ステージの前後には、ウルフ・チームが開発した日本テレネットの前作『ファイナルゾーン』で好評だったビジュアルシーンが挿入されていて、ゲーム世界観や物語を見事に演出していると評された。
ゲームには隠しコマンドが実装されており、ステージ・セレクトと、最強の武器を装備するという2つのコマンドある（PC-88版）。また、タイトル画面でF5キーを押すことにより、全12曲のBGMを視聴できるミュージック・モードに入ることができる。

## ストーリー
ごく普通の女子高生だった優子は夢幻界・ヴァニティの女王ヴァリアによって「ヴァリスの戦士」に指名された。
優子の使命は、ヴェカンティの支配者・ログレスとその部下である4人のヴォーグを倒し、5個の「ファンタズム・ジュエリー」を取り戻して世界の均衡を守ること。
優子は戸惑いながらも戦いの中でヴァリスの力に目覚めていくが、戦いの道中、級友である麗子と意外な形で再会を果たすこととなる。麗子は優子に自分が優子の敵であると声高に宣言し、戸惑う優子をよそに去っていった。
動揺を隠せないまま戦いを続ける優子であったが、ついに麗子と直接刃を交える時が訪れ、戸惑いの果てに麗子に致命傷を負わせてしまう。虫の息の麗子はなぜこんなことになったのかと問いかける優子に対し、敵同士だから闘っただけだと冷たく言い捨てるが、優子の懇願を受け自分の本心を吐露する。恵まれた家庭環境に育った優子と違い、家族はバラバラでいつも独りぼっちだったこと、妬みや嫉みの感情を胸に秘め人を出し抜いてでも生きてやろうという打算の心を常に胸に秘めていたがゆえにログレスに目を付けられその誘いに乗ったこと。そんな感情すらもただ目の前の困難や悩みから逃げたかったからに過ぎなかったのだと。そんな自分を友だちだと言い切ってくれた優子に感謝の言葉を残し、麗子は落命する。悲しみに暮れる優子の前にログレスの幻影が姿を現して麗子を嘲笑し、優子を挑発して姿を消す。大切な友を奪ったログレスへの憎しみを胸に、優子は更なる戦いの渦中に身を投じていく。
戦いの末、ログレスは優子の振るうヴァリスの力の前に敗北するが、毅然とした態度を崩さず、人間の本質はしょせん悪に過ぎないと嘲笑と共に言い残して果てていった。過酷な戦いを終えて人間界に送り返された優子は、戦いに巻き込まれるきっかけとなった場所に立ち尽くしていたことに気付く。
いつの間にか止んでいた雨の中、優子は思う。「人の世ある限りヴェカンタの力が不滅なのならば、ヴァリスの力もまた人の世あるかぎり不滅なのだ」と。

## 登場人物

### メインキャラクター
麻生 優子（あそう ゆうこ）
声：島本須美
主人公。ごく普通の女子高生だったが、その普通さを理由にヴァリアから「ヴァリスの戦士」に指名される。
訳も分からないままに自分を異世界への戦いに引きずり込んだヴァリアに対する反発心と戸惑いを抱えつつ、徐々に戦士の使命に目覚めていく。
オリジナル版では白昼夢を見るような形でいつの間にかヴァリスの剣を手に戦っていたが、移植版ではログレスの配下に襲われて窮地に立たされた所にヴァリスの剣が現れる様子が描かれている。ファミコン版のオープニングはオリジナル版と逆で、ヴァリスの剣を授かるシーンのみ描かれる。
ログレス打倒後は現実界へと戻るが、麗子の死という非情な現実は変わらず、悲しみを胸に日常へと戻っていく
ファミコン版のトゥルーエンドではログレス打倒後も、肉体を奪うべく襲ってきたヴァリア、「コントローラー」の使命を強要するヴァリスそのものにも襲われ、これらを倒す。全てが終わった後は現実界へと帰ったことがエンディングのラストシーンで判る。
オリジナル版のみ力尽きるとバッドエンドとなり、優子が雨宿りしていた軒下に彼女の鞄だけが落ちている様子を映しながらスタッフロールが流れる。PCエンジン版でもゲームオーバー画面で優子の鞄が映る。
ヴァリア
声：榊原良子
夢幻界・ヴァニティの女王。人間の持つ明と暗の心の内、明の力を司り全時空の安寧を支えている。明と暗の心のバランスのもっとも優れた優子にヴァリスの戦士の素質を見出し、現実界で魔物に襲われていた彼女にヴァリスの剣を授けると共に夢幻界に招聘し、戸惑いとともに反発する彼女にログレス討伐の使命を託して半ば強引に戦いへと送り出した。
オリジナル版では、優子を送り出した後、暗黒界の戦士が優子にとって旧知の人物であることを既に察していたかのようなつぶやきを残すが、PCE版ではカットされている。
ファミコン版では全く設定が異なる。ヴァリスの力を全てに等しく分け与える「コントローラー」の役割を担い、永遠とも思える時間を生きていたが、心は生きたいと願っても体は滅びていく中で新たな依代を求めていた。ログレスの魔力すらも利用し、自身と同じ力を持つ優子に乗り移ろうと襲い掛かるが敗北。それにより考えを改め、「ファンタズム・ジュエリー」へと宿り、再び「コントローラー」の役目を果たす事を決意する。
桐島 麗子（きりしま れいこ）
声：三田ゆう子
優子の級友だが優子をいじめており、互いに仲は険悪。雨宿りをしていた優子に不可解な言葉を投げかけて去っていくが、実はログレスによって暗黒界の戦士に選ばれており、やがて優子の前に立ちはだかる。家庭環境の悪さから恵まれた暮らしを送る優子に嫉妬と憎しみを抱いており、その負の感情に付け込んだログレスの手で召喚された。
優子との交戦の末に致命傷を負い、それでも自分の身を案じて泣いてくれた優子に自身の胸中を吐露した後、感謝の言葉を残して息を引き取った。
移植版では優子からは元々友達と思われており、敗北後も変わらぬ友情を示してくれた優子に感謝しながら息を引き取る。また、最後はわざと斬られたことが示唆されており、オリジナル版に比べて死に際の態度も穏やかになっている。
ファミコン版では優子との関係や家庭環境に関してはほぼ触れられず、ログレスから力を授かったことのみが語られる。
魔王ログレス
声：小林清志
本作のラストボス。暗黒界・ヴェカンティの支配者。人間の持つ暗の力の源ヴェカンタを操り、暗黒界の秩序を束ねている。彼の司る暗の力のバランスが優勢になる従って人間の暗の力も増大していき、人間界で起きる様々な悪しき事件の引き金になってしまう。
「戦士の力」を秘めた「ファンタズム・ジュエリー」を奪って4人の部下に分け与え、麗子をヴェカンティの戦士として召喚した。
優子に敗れると、人の心の本質は悪であると主張し、最後まで優子と相入れることなく消滅する。メガドライブ版では戦闘後の会話シーンがカットされており、生死は描かれていない。
ファミコン版ではその後にヴァリア戦、ヴァリス戦を控えているためラストボスではなく、敗北後はヴァリアを助けに来た優子に「命取りになるぞ」と忠告を残して倒れる。

### 暗黒五邪神
魔王ログレスの部下。PCエンジン版のみ登場。なお続編のPCエンジン版『ヴァリスII』では「ログレス十二将軍」の名前及び一部将軍も登場しているが、暗黒五邪神との関係は不明。
地邪ガイーダ
声：掛川裕彦
水邪ギーヴァ
声：白石文子
風邪アイザード
声：田中秀幸
炎邪ベノン
声：掛川裕彦
雷邪ヴォルデス

## 他機種版

### 一覧
| No. | タイトル                                     | 発売日                    | 対応機種                                                 | 開発元             | 発売元                 | メディア                            | 型式          | 備考                                      |
| --- | -------------------------------------------- | ------------------------- | -------------------------------------------------------- | ------------------ | ---------------------- | ----------------------------------- | ------------- | ----------------------------------------- |
| 1   | 夢幻戦士ヴァリス                             | 1986年12月                | X1                                                       | ウルフ・チーム     | 日本テレネット         | 5インチフロッピーディスク           | -             | FM音源ボードに対応                        |
| 2   | 夢幻戦士ヴァリス                             | 1987年3月                 | FM77AV                                                   | ウルフ・チーム     | 日本テレネット         | 3.5インチフロッピーディスク         | -             |                                           |
| 3   | 夢幻戦士ヴァリス                             | 1987年4月                 | PC-9801                                                  | ウルフ・チーム     | 日本テレネット         | 3.5インチフロッピーディスク         | -             |                                           |
| 4   | 夢幻戦士ヴァリス                             | 1987年8月21日             | ファミリーコンピュータ                                   | 日本テレネット     | 徳間書店               | 1メガビット+64キロRAMロムカセット   | GTS-VA        |                                           |
| 5   | 夢幻戦士ヴァリス Valis: The Fantasm Soldier  | 1991年12月27日 1991年12月 | メガドライブ                                             | ライオット         | 日本テレネット レノ    | 8メガビットロムカセット             | T-49083 49196 | リメイク版                                |
| 6   | 夢幻戦士ヴァリス Legend of a Fantasm Soldier | 1992年3月19日             | PCエンジンSUPER CD-ROM2                                  | ライオット         | 日本テレネット         | CD-ROM                              | TJCD2023      | リメイク版                                |
| 7   | 夢幻戦士ヴァリス                             | 2002年9月1日              | Windows                                                  | サンソフト         | ボーステック           | ダウンロード （プロジェクトEGG）    | -             | MSX版の移植                               |
| 8   | 夢幻戦士ヴァリス                             | 2003年10月15日            | Windows                                                  | サンソフト         | ボーステック           | ダウンロード （プロジェクトEGG）    | -             | メガドライブ版の移植                      |
| 9   | 夢幻戦士ヴァリス COMPLETE                    | 2004年6月24日             | Windows                                                  | サンソフト         | ボーステック           | CD-ROM                              | -             |                                           |
| 10  | 夢幻戦士ヴァリス                             | 2005年5月18日             | 256K対応機種 （Vアプリ）                                 | アールフォース     | バンダイネットワークス | ダウンロード                        | -             | アレンジ移植                              |
| 11  | 夢幻戦士ヴァリス                             | 2006年                    | Windows                                                  | 日本テレネット     | アイレボ               | ダウンロード (i-revo)               | -             | MSX版の移植                               |
| 12  | 夢幻戦士ヴァリス Legend of a Fantasm Soldier | 2007年6月26日             | Windows                                                  | サンソフト         | D4エンタープライズ     | ダウンロード （プロジェクトEGG）    | -             | PCエンジン版の移植                        |
| 13  | 夢幻戦士ヴァリス Legend of a Fantasm Soldier | 2010年12月15日            | PlayStation 3 PlayStation Portable (PlayStation Network) | サンソフト         | KDE                    | ダウンロード （ゲームアーカイブス） | -             | PCエンジン版の移植                        |
| 14  | 夢幻戦士ヴァリスCOMPLETE PLUS                | 2011年11月24日            | Windows                                                  | サンソフト         | D4エンタープライズ     | CD-ROM                              | -             |                                           |
| 15  | 夢幻戦士ヴァリス                             | 2015年2月24日             | Windows                                                  | サンソフト         | D4エンタープライズ     | ダウンロード （プロジェクトEGG）    | -             | PC-8801版の移植                           |
| 16  | 夢幻戦士ヴァリス COLLECTION                  | 2021年12月9日             | Nintendo Switch                                          | D4エンタープライズ | エディア               | Switch専用ゲームカード ダウンロード | -             | PCエンジン版を収録                        |
| 17  | 夢幻戦士ヴァリス                             | 2022年2月10日             | Nintendo Switch                                          | エディア           | エディア               | ダウンロード                        | -             | PCエンジン版の移植                        |
| 18  | 夢幻戦士ヴァリス COLLECTION II               | 2022年9月22日             | Nintendo Switch                                          | D4エンタープライズ | エディア               | Switch専用ゲームカード ダウンロード | -             | MSX版、メガドライブ版を収録               |
| 19  | 夢幻戦士ヴァリス for メガドライブ            | 2022年12月22日            | Nintendo Switch                                          | エディア           | エディア               | ダウンロード                        | -             | メガドライブ版の移植                      |
| 20  | 夢幻戦士ヴァリス for MSX                     | 2022年12月22日            | Nintendo Switch                                          | エディア           | エディア               | ダウンロード                        | -             | MSX版の移植                               |
| 21  | 夢幻戦士ヴァリス COLLECTION III              | 2023年12月7日             | Nintendo Switch                                          | エディア           | エディア               | Switch専用ゲームカード ダウンロード | -             | PC-8801版、ファミリーコンピュータ版の移植 |
| 22  | 夢幻戦士ヴァリス                             | INT 2024年10月29日        | Windows                                                  | エディア           | エディア               | ダウンロード （Steam）              | -             | PCエンジン版の移植                        |
| 23  | 夢幻戦士ヴァリス Memorial Collection         | 2025年3月3日              | Nintendo Switch                                          | エディア           | エディア               | Switch専用ゲームカード ダウンロード | -             | 全バージョンの移植                        |

### 機種別の相違点
現在、PC-8801mkIISR以降 (PC-88) 版・MSX版・PCエンジン版及びメガドライブ版はプロジェクトEGGのダウンロード販売でプレイ可能となっている。
MSX版
容量の制約上、同時発売のPC-88・X1版に収録されているビジュアルシーンがすべて省略されている。そのため唯一、ストーリーが全く判らない。面数も全5面に半減している。キャラクターは主人公以外は単色スプライトで非常に静止画の見栄えは悪い。ただし、各種パソコン版とは違いそのスプライトによる滑らかな動きのおかげでアクションゲームとしての出来は一番よい。2022年9月22日には本作を収録したNintendo Switch用ソフト『夢幻戦士ヴァリスCOLLECTION II』が発売された。
ファミリーコンピュータ版
ひたすら先へ進む単純明快な横スクロールアクションのオリジナルから一転してアクションRPG的な要素が強くなっている。マルチエンディング方式の採用など意欲的な趣向も多いが、マップの構造が複雑なうえヒントも少ないとあって発売時の評価は非常に厳しいものだった。ソフトと同じ徳間書店から発売された攻略本はストーリー背景の説明が充実しており、評価が高い。またストーリー展開や一部のキャラクターはオリジナル版と設定が異なる。2023年12月7日には本作を収録したNintendo Switch用ソフト『夢幻戦士ヴァリスCOLLECTION III』が発売された。FC版のみゲーム内容の知的財産権（IP）が徳間書店にあるため（原作のIPを管理するエディアはサブ著作権のみ）、エディアが徳間書店に移植ライセンスを行使する形を採った。
- 夢幻戦士ヴァリス完全攻略本 1987年9月初版 ISBN 4197235097

メガドライブ版
メガドライブでの発売は『ヴァリスIII』（1991年3月22日発売）より後だった。基本的には後述のPCエンジン版がベースだが、アクションの難易度は全機種中最も高いとされ、ボスキャラの攻撃方法もPCエンジン版とは変更がみられる。アニメーションに音声は無い。2022年9月22日には本作を収録したNintendo Switch用ソフト『夢幻戦士ヴァリスCOLLECTION II』が発売された。
PCエンジン版
発売順序は『ヴァリスII』（1989年6月23日発売）→『ヴァリスIII』（1990年9月7日発売）→『ヴァリスIV』（1991年8月23日発売）がCD-ROM2で発売された後、唯一、SUPER CD-ROM2で発売された。キャラの頭身が高く動きも滑らかになり、『II』・『III』・『IV』で好評だったフルボイスのアニメーション形式のビジュアルシーンを導入した「決定版」的な内容に仕上がっている。ストーリーの大筋はPC版と同じではあるが、シリーズが一通り発売されたあとということもあり細部設定がアレンジ・再構築されている。
2010年12月15日よりゲームアーカイブス（PSP・PS3）で配信された。2021年12月9日には『IV』を除くPCエンジン版3タイトルを収録したNintendo Switch用ソフト『夢幻戦士ヴァリスCOLLECTION』が発売され、2022年2月10日にはNintendo Switch向けに3タイトルが個別配信された。
S!アプリ版
「コスチューム」が追加されており、セーラー服・ヴァリススーツ・巫女服・体操服・チャイナ服が手に入る。衣装によって攻撃方法が変化し、追加ダウンロードでメイド服・ナース服が手に入る。ちなみに『ヴァリスII』ではジャンプ・攻撃アクションに「ダッシュアタック」と「チャージアタック」の2つの必殺技が追加された。
Steam版
『Valis: The Fantasm Soldier Collection Launcher』のDLCとして発売。Mednafenを使用してゲームを忠実に再現している。

## プロモーションアニメ
1987年にファミコン版が発売される際にテレビCMとプロモーションのために短編アニメが制作された。アニメ本編は当時のVHDビデオマガジン『アニメビジョン』に収録されている。
スタッフ
- 監督・絵コンテ：庵野秀明
- キャラクターデザイン・作画監督：西島克彦
- 原画：グラビトン
- 背景：アトリエ・ムサ
- 仕上げ：スタジオ・ファンタジア
- 音響監督：千葉耕市
- 音楽：田中公平
- 制作：サンライズ・富岡秀行

キャスト
- 優子：富口祥子
- 麗子：秋山嘉子

## 音楽

### 主題歌
エンディングテーマ「Miss Blueに微笑みを」
- 作詞：三浦智子／作曲：小川史生／唄：島本須美
PCエンジン版で追加されたエンディングBGMのボーカルアレンジ版。EGGでの配信版及び限定発売サウンドトラックでは未収録となっている。

## スタッフ
PC-8801版
- 制作スタッフ
  - 企画：ウルフ・チーム
  - 原作：林浩樹
  - シナリオ：林浩樹、三橋幸雄
  - シナリオ協力：秋篠雅弘
- プログラマー
  - メイン：秋篠雅弘
  - サブ：塙克
  - 協力：山本雅康、穴沢友樹、佐藤修、飯塚伸哉
- 音楽
  - ディレクター：小川史生
  - 作曲・編曲：小川史生
  - システム設計：佐藤修
  - 制作：秋篠雅弘、山本雅康、穴沢友樹
  - エフェクト：秋篠雅弘、山本雅康
- グラフィック
  - ディレクター：林浩樹
  - デザイン：林浩樹、田中剛、鳥海弘、磯田耕治
  - 特殊効果：塙克
  - タイトル：林浩樹
- 協力スタッフ
  - デザインワークス：高橋充、高橋誠、喜安大祐、椎野真一、田中剛、鳥海弘
  - ワークス：吉嶺豊彦、菊池栄二、南屋武広、保坂亨、磯田耕治
  - 制作協力：福島次郎、福島和行、福島勇二、伊藤次郎、伊達直彦、福島孝、沓沢朋子、越後玉穂、渡辺直美
- プロデューサー：林浩樹
- 制作：ウルフ・チーム
- 著作・配給：日本テレネット

ファミリーコンピュータ版
- プロデューサー：栃窪宏男、福島和行、福島勇二
- コーディネーター：たかはししげとし
- ディレクター：福島忠一
- テクニカル・ディレクター：たなかさとし
- プログラマー：羽成正己
- ゲーム・デザイナー：DENKI NEKO
- グラフィック・デザイナー：横田幸次、よしいともも、高橋充
- グラフィック・アシスト：菊池栄二、あおいあきら、ICHIRO GAMIIKE
- 音楽：小川史生
- 効果音：恋瀬信人
- プロモーター：おおつかつとむ、坪池義雄、T.C.C.
- マニュアル：みずぬまひろし、中村宏
- テストプレイ：くらのひろゆき
- サンクス：サンライズ、MUSH ISLAND、AHITANO、KINSAN、MOO、赤堀浩、KIRITARO
- スペシャル・サンクス：ファミリーコンピュータMagazine

メガドライブ版
- 企画：菊池栄二、三浦猫（三浦智子）
- キャラクター・デザイン、ビジュアル原画：鍋島修
- プログラム：小宮厚、田中靖久
- デザイン：甲斐浩昭、墳崎一也、澤村宏志、佐々木俊也
- 音楽：湯浅稔、甲斐浩昭
- 宣伝企画：吉岡孝夫、大野勝久、三浦遊馬
- プロデュース：湯浅稔
- エグゼクティブ・プロデューサー：福島次郎、福島和行、福島雄二
- スペシャル・サンクス：
  - 福島孝、山本雅康、小川史生、五島賢二、松本孝明、小松一、松沢惣吉、五十嵐章、大石裕一、勘解佳子
  - ADファクター
    - 太田正、清水信宏、溝上明子

  - 創通エージェンシー
    - 下坂圭

  - ビジネスサポート、ホロン・インダストリ

PCエンジン版
- 原案、シナリオ：三浦智子
- 企画：太田浩二、折原綱義
- ゲームプログラム：堀康彦
- ビジュアルプログラム：佐々木勝徳
- ゲームグラフィック：加藤清文、清水芳久
- ビジュアルグラフィック：牧由尚、河野敏美
- ビジュアル監修：大友美智男
- ビジュアル原画、絵コンテ：鍋島修
- 音楽：小川史生、湯浅稔（ビジネスサポート）、甲斐浩昭（ビジネスサポート）
- タイトル・エンディングテーマアレンジ：三好敏彦（はるコーポレーション）
- 音響効果：梅津貴陽、森賢一（ヴァンクル）
- MA：A&K、甲斐浩昭、墳崎一也、沢村宏志
- 宣伝企画：吉岡たかを、三浦遊馬、鈴木正芳、室井ルミ
- マニュアル：大野勝久、メディアプラス
- 協力：古市利雄（青二プロダクション）、エーワンアド、チャンプ、オカリナシステム、屋宜実、榎戸明、竹岡聖師
- スペシャルサンクス：高垣信宏、山本雅康、阿彦裕徳、岩附宏和、ADファクター、下坂圭（創通エージェンシー）
- エグゼクティブプロデュース：福島次郎、福島和行、福島雄二、阿部好延、福島孝
- プロデュース：小川史生

## 評価

### 雑誌媒体における評価
ファミリーコンピュータ版
- ゲーム誌『ファミリーコンピュータMagazine』の読者投票による「ゲーム通信簿」での評価は以下の通り18.17点（満30点）となっている。また、同雑誌1991年5月10日号特別付録の「ファミコンロムカセット オールカタログ」では「おたく向け美少女アクション」と本作を位置付けており、「マップの構造が複雑で、常人には理解し難い」とゲームシステムに関して否定的なコメントで紹介されている。

| 項目 | キャラクタ | 音楽 | 操作性 | 熱中度 | お買得度 | オリジナリティ | 総合  |
| 得点 | 3.33       | 3.23 | 2.93   | 2.98   | 2.82     | 2.98           | 18.17 |
メガドライブ版
- ゲーム誌『ファミコン通信』の「クロスレビュー」では5・6・6・5の合計22点（満40点）になっている。

- ゲーム誌『メガドライブFAN』の読者投票による「ゲーム通信簿」での評価は以下の通り19.22点（満30点）となっている。また、同雑誌1993年7月号特別付録の「メガドライブ&ゲームギア オールカタログ'93」では、「主人公の優子の多彩なアクションが魅力だ」とゲーム性とキャラクター造形に関して肯定的なコメントで紹介されている。

| 項目 | キャラクタ | 音楽 | 操作性 | 熱中度 | お買得度 | オリジナリティ | 総合  |
| 得点 | 3.76       | 3.40 | 3.00   | 2.94   | 3.08     | 3.04           | 19.22 |
- ゲーム本『メガドライブ大全』（2004年、太田出版）では、本作を「元々が女子高生ヒロインが魅力の『キャラ萌え』ゲーム」と位置付けており、画質の粗さやスクロールの遅さ、剣の射程の短さなどを指摘した上で「『セーラー服戦士』の元祖と言える原作とは別もの」とグラフィックやゲーム性に関して否定的な指摘をしており、さらにCGがカットされていることに関して「退屈な本編に耐えても、『CGのごほうび』がなくては辛い」とほぼ全面的に否定的な評価を下した。ただし音楽に関しては「聴きごたえのある音楽が、辛うじて頑張っている」と肯定的に評価した。

PCエンジン版
- ゲーム誌『ファミコン通信』の「クロスレビュー」では、6・6・7・4の合計23点（満40点）、『月刊PCエンジン』では85・90・75・75・80の平均81点、『マル勝PCエンジン』では7・7・8・4の合計26点（満40点）、『PC Engine FAN』の読者投票による「ゲーム通信簿」での評価は以下の通りとなっており、22.82点（満30点）となっている。また、この得点はPCエンジン全ソフトの中で119位（485本中、1993年時点）となっている。同雑誌1993年10月号特別付録の「PCエンジンオールカタログ'93」では、「シリーズの集大成として、攻撃方法がかなり練り込まれている」とゲーム性に関して肯定的に評価、さらに「ビジュアルシーンも豊富で必見だ」とグラフィックに関しても肯定的なコメントで紹介されている。

| 項目 | キャラクタ | 音楽 | 操作性 | 熱中度 | お買得度 | オリジナリティ | 総合  |
| 得点 | 4.21       | 3.98 | 3.84   | 3.43   | 3.67     | 3.43           | 22.82 |

### 後のゲームへの影響
本作の発表時、ファンタジー系の洋書イラストや漫画やアニメ等に登場する女戦士はビキニアーマーを着けていることが多かった。本作のヒットとシリーズ化は、そのイメージをゲーム業界にも定着させた（以後の詳細はビキニアーマーを参照）。
その一方で一見軟派なイメージとは異なり、ステージ間のビジュアルシーンにおいて語られる作品テーマは、非常に重いもので、この二面性の絶妙な混在でプレイヤーに強い印象を与えることに成功しており、同時に本作が他社の亜流作品と一線を画す、要因にもなっている。
特に、PCエンジン版はCD-ROM採用のメリットを活用し、ビジュアルシーンでのアニメーションや声優の起用は、後のゲーム開発における手法を先取りしたものと言え、その点からも本作が後に「ギャルゲーの始祖」と呼ばれるようになった。
また、本作ではPC-8801版から、当時のゲームでは珍しいサウンドテストモードが採用されている。サウンドはFM音源であった。

## 続編
- 夢幻戦士ヴァリスII（1989年7月発売） - PC-8801mkIISR以降・PC-9801UV以降・MSX2/2+・X68000シリーズ。レーザーソフトブランド。MSX2版が2002年9月1日に、PC-8801版が2002年11月1日に、PC-9801版が2009年11月10日に、X68000版が2012年1月24日に、それぞれプロジェクトEGGにて配信開始。
- ヴァリスII（1989年6月23日発売） - PCエンジン CD-ROM2。レーザーソフトブランド。『夢幻戦士ヴァリスII』と同時開発された他機種版だがスタッフが異なり、設定やシステムも変更されている。これ以降、PCエンジンがシリーズの中心プラットフォームとなっていく。2007年7月10日にプロジェクトEGGにて配信開始。また、2011年3月17日よりゲームアーカイブスにて配信開始されたが現在は配信終了。2022年2月10日よりNintendo Switch版が配信開始。
- ヴァリスIII（1990年9月7日発売） - PCエンジン CD-ROM2。PCエンジン版『ヴァリスII』の続編であり、優子の物語の完結編。レーザーソフトブランド。1991年3月22日にはRENOブランドでメガドライブ版が発売。PCエンジン版が2007年7月31日に、メガドライブ版が2012年6月19日に、それぞれプロジェクトEGGにて配信開始。2022年2月10日よりNintendo Switch版が配信開始。
- ヴァリスIV（1991年8月23日発売）- PCエンジン CD-ROM2。前作のラストで優子が天界へと去ったことで新主人公レナに交代している。レーザーソフトブランド。2007年8月21日にプロジェクトEGGにて配信開始。
- SDヴァリス（1992年2月14日発売） - メガドライブ。レーザーソフトブランド。ヴァリスIIをデフォルメ化したセルフパロディ的作品。2003年11月11日よりプロジェクトEGGにて配信開始。
- SUPERヴァリス 赤き月の乙女（1992年3月27日） - スーパーファミコン。レーザーソフトブランド。ヴァリスIVのアレンジ移植。2018年6月19日よりプロジェクトEGGにて配信開始。また、2020年12月18日より『Super Nintendo Entertainment System - Nintendo Classics』にて配信開始[29]。

## 関連作品
ゲーム
- アルバトロス - 日本テレネットのゴルフゲーム。PCエンジン版『スーパーアルバトロス』に優子がキャディで登場する。
- なりトレ ～ザ・スゴロク'92～ - 機種はPCエンジン。日本テレネットのボードゲーム。優子がプレイヤー（すごろくのコマ）の1人で登場する。
- あーくしゅ - ウルフ・チームのアドベンチャーゲーム。優子と麗子をパロディ化したU子と0子というキャラクターが登場する。

『ヴァリスX』を巡る議論

コミカライズ
ZOLによる漫画版が、『コミックヴァルキリー』（キルタイムコミュニケーション刊）創刊号よりVol.36 2012年3月号まで連載された。単行本は全4巻（ヴァルキリーコミックス）。